# Дибка степова
Дибка степова (Saga pedo) — вид комах із родини Справжніх коників. Популяції представлені партеногенетичними безкрилими самками, які відкладають яйця в ґрунт довгим яйцекладом. Раритетний вид комах, занесений до Червоної книги України та інших природоохоронних документів.

## Морфологічні ознаки
Довжина тіла (не враховуючи довжину яйцекладу) 60—78 мм. Тіло сильно видовжене, зелене або жовтувато-зелене, по боках — з жовтувато-білою поздовжньою облямівкою. Вусики щетинкоподібні, їх довжина зазвичай трохи менша за довжину тіла. Передньоспинка циліндрична. Безкрилі. Гомілки та стегна передніх та середніх ніг з масивними шипами. Задні стегна зі слабко розвинутою мускулатурою, вузькі, не пристосовані для далеких стрибків. Яйцеклад довгий (32—39 мм), в три рази довший за предньоспинку, рівномірно звужується від основи до кінця, шаблеподібний.

## Ареал виду та його поширення в Україні
Поширений від Південної Франції до Середньої Азії (у Західній і Середній Європі — до 45° пн. широти, у Східній Європі — до 50° пн. широти, на півдні Сибіру — до 54° 30’ пн. широти).
В Україні — на пд. від лінії, що з'єднує с. Бовшів Галицького району Івано-Франківської області, м. Канів Черкаської області та с. Степове Лебединського району Сумської області. Широко розповсюджена на території Кінбурнського півострова та по всій території природного парку «Білобережжя Святослава». Помічені на території Закарпатської області України та в Галицькому національному природному парку.

## Чисельність і причини її зміни
Малочисельний. Зникає через розорювання степів, перевипас, зведення колків, викорчовування шибляка, застосування пестицидів.

## Особливості біології
Трапляються на степових та остепнених ділянках з густим різнотрав'ям і розрідженим чагарником.
Представлені самками, що розмножуються партеногенетично. Генерація однорічна. Зимують у фазі яйця. Личинки І віку з'являються в травні. Розвиток личинок продовжується місяць — півтора, мають VIII віків. На початку — в середині липня з'являються дорослі особини, що живуть до осені. Яйця відкладають з кінця липня у ґрунт увечері та вночі. Кладки приблизно по 7 яєць.
Хижак-засадник, ловить комах (саранові, жуки, напівтвердокрилі).

## Охорона
Дибка степова занесена до червоного списку Міжнародного союзу охорони природи, Червоної книги України (природоохоронний статус — рідкісний), Додатку ІІ Бернської конвенції (охоронна категорія: вид підлягає особливій охороні), а також до Директиви Європейського Союзу 92/43/ЄС «Про збереження природних оселищ та видів природної фауни і флори» (Додаток IV. Види рослин і тварин, що становлять особливий інтерес для Європейського Союзу, які потребують суворих заходів охорони).
В Україні охороняється у заповідниках степової зони. Пропонується створення ентомологічних заказників у місцях мешкання виду.[уточнити] Відновленню чисельності виду могло б сприяти штучне розселення.[уточнити]